# ウラディーミル・シシェロフ
ウラディーミル・アレクサンドロヴィチ・シシェロフ (ラテン文字:Vladimir Aleksandrovich Shishelov、ロシア語: Владимир Александрович Шишелов、1979年11月8日 - ) は、ソビエト連邦・アプシェロンスク出身の元プロサッカー選手である。現役時代のポジションはFW。

## 概要
シシェロフはサッカーウズベキスタン代表に2000年から2007年まで招集され、28試合に出場、11ゴールを決めている。
シシェロフはジンブル・キシナウ所属時の2003年にモルドバ・カップ優勝を果たしている。

## ウズベキスタン代表における得点
| # | 日時           | 場所         | 対戦相手       | スコア | 結果 | 大会種別                            |
| - | -------------- | ------------ | -------------- | ------ | ---- | ----------------------------------- |
|   | 2003年11月6日  | タシュケント | 香港           | 4-1    | 勝   | AFCアジアカップ2004予選             |
|   | 2003年11月6日  | タシュケント | 香港           | 4-1    | 勝   | AFCアジアカップ2004予選             |
|   | 2003年11月8日  | タシュケント | タイ           | 3-0    | 勝   | AFCアジアカップ2004予選             |
|   | 2003年11月8日  | タシュケント | タイ           | 3-0    | 勝   | AFCアジアカップ2004予選             |
|   | 2003年11月17日 | バンコク     | タジキスタン   | 4-1    | 勝   | AFCアジアカップ2004予選             |
|   | 2003年11月17日 | バンコク     | タジキスタン   | 4-1    | 勝   | AFCアジアカップ2004予選             |
|   | 2004年6月9日   | タシュケント | パレスチナ     | 3-0    | 勝   | 2006 FIFAワールドカップ・アジア予選 |
|   | 2004年7月30日  | 成都         | バーレーン     | 2-2    | 分   | AFCアジアカップ2004                 |
|   | 2007年3月9日   | シムケント   | キルギス       | 6-0    | 勝   | 親善試合                            |
|   | 2007年3月27日  | マカオ       | 中華人民共和国 | 1-3    | 敗   | 親善試合                            |